# Templo Tal-Qadi
El templo Tal-Qadi es un templo megalítico en Salina, límites de Naxxar, Malta. Se encuentra en muy mal estado de conservación, siendo visible sólo la silueta general del templo.

## Sitio
El sitio de Tal-Qadi posiblemente estuvo en uso alrededor del 4000 a. C., durante la fase Ġgantija de la prehistoria maltesa, pero el templo en sí fue construido durante la fase Tarxien entre el 3300 y el 3000 a. C. el templo continuó en uso durante la fase del Cementerio de Tarxien, ya que se han encontrado tiestos de cerámica de esa época.
Tal-Qadi es el único templo de Malta orientado al noreste. La mayoría de los demás templos miran hacia el sur o el sureste, pero en el caso de Tal-Qadi, esto no habría sido posible ya que hay una pendiente pronunciada en esa dirección.
Hoy en día, el templo se encuentra en mal estado, con pocos restos visibles aparte de su contorno general. Aún se conservan restos de una zona central y dos ábsides. El templo probablemente contenía otros dos ábsides, lo que le daba una forma de cuatro ábsides típica del período tardío del templo. No existen rastros de la fachada del templo.

## Excavación e historia reciente

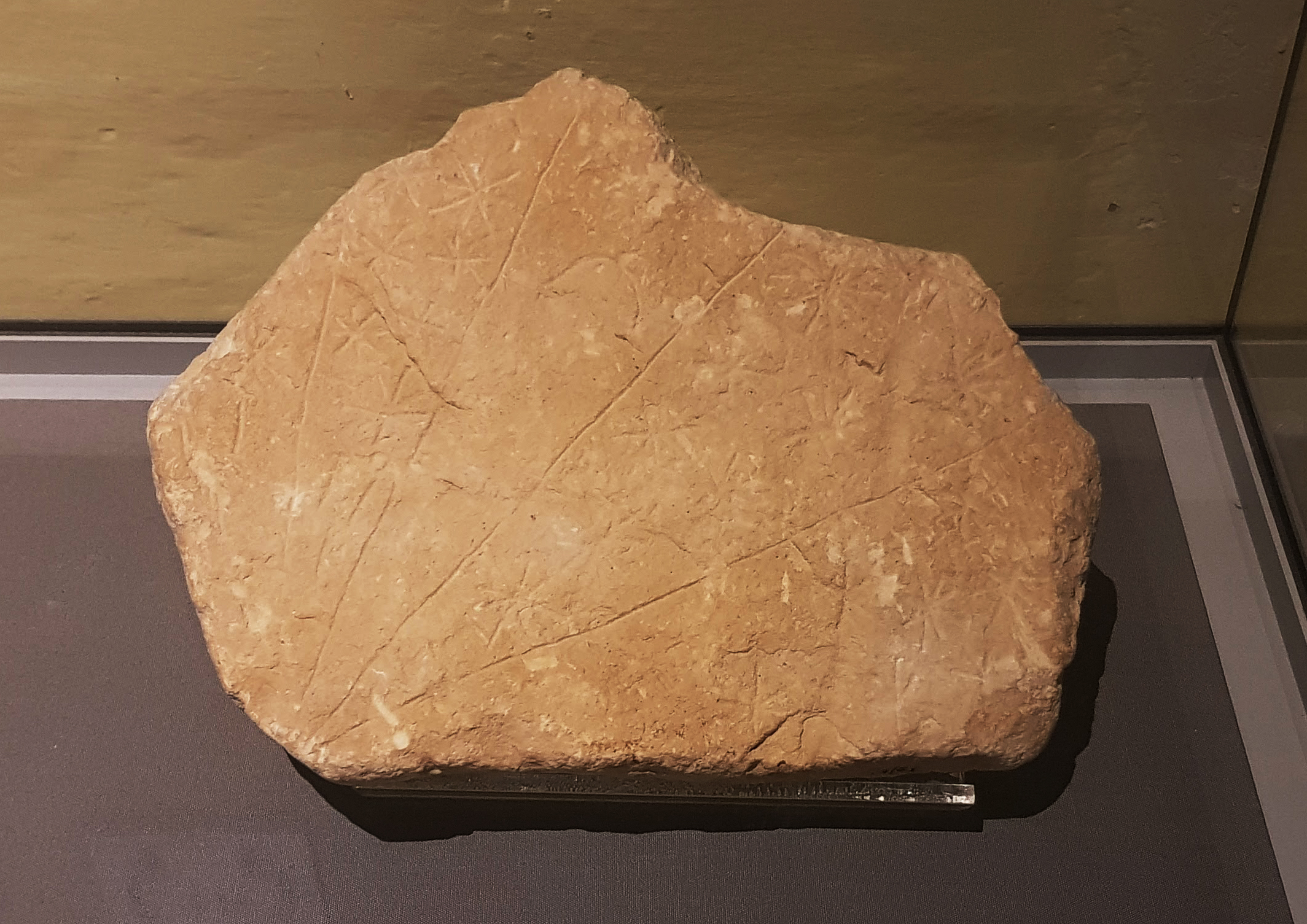
La tablilla del Museo de Arqueología

Los restos dispersos del templo, repartidos en un campo superior e inferior, fueron descubiertos por Henry Sant, un ingeniero civil del gobierno, en 1916. El área fue excavada en 1927 por Themistocles Zammit y L. Upton Way. Según Zammit, años antes de la identificación del templo, el inquilino del lugar había destruido un grupo de piedras verticales. Podrían haber sido los restos de la fachada desaparecida del templo o de su revestimiento exterior.
Los restos del templo fueron examinados y cartografiados en 1952.

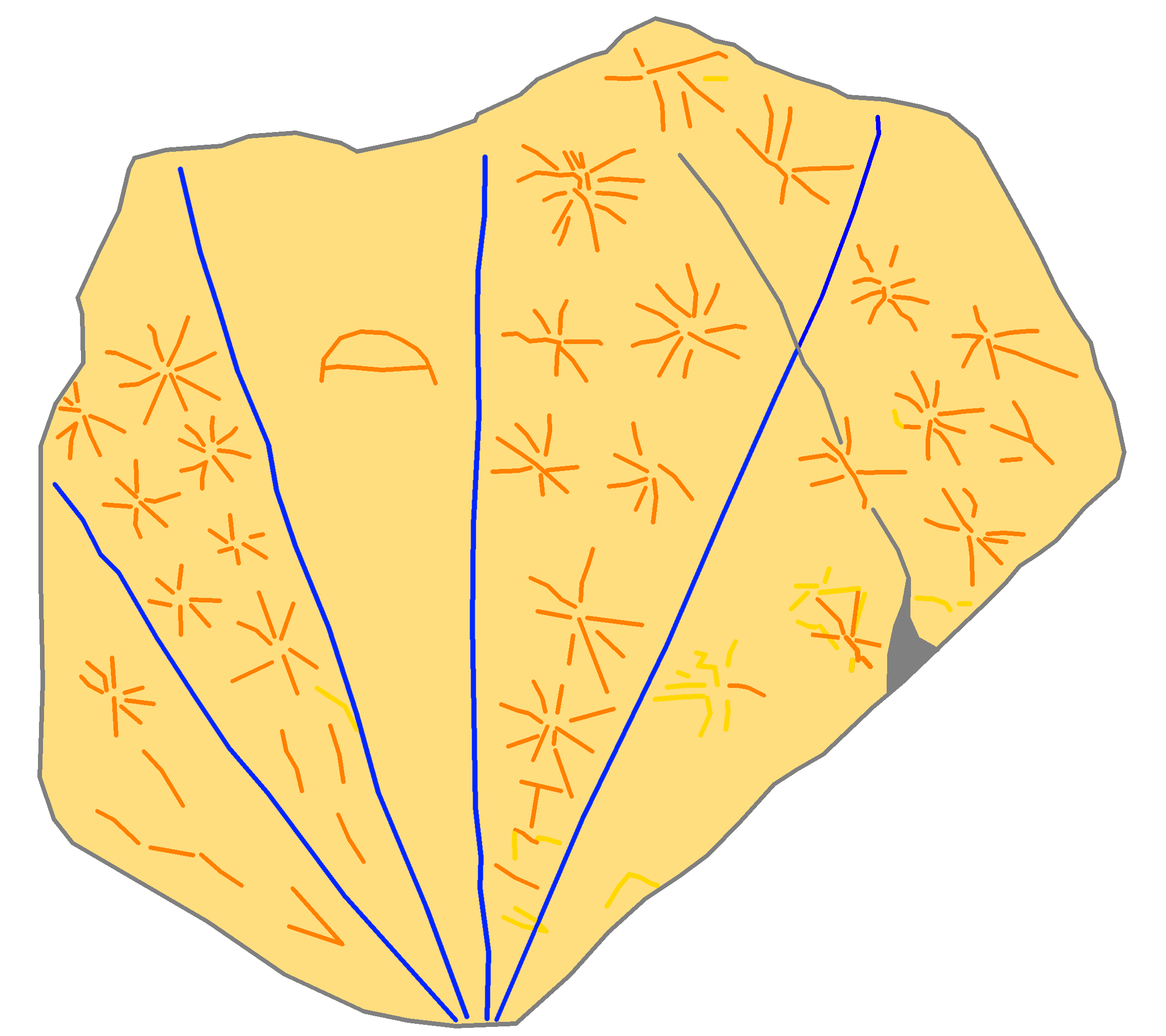
Bosquejo de la tablilla celeste de Tal-Qadi después

Durante las primeras excavaciones, se encontró una losa de piedra caliza globigerina rota que muestra cinco secciones separadas por líneas y con figuras incisas en forma de estrella y una forma de media luna en el medio. Esta losa posiblemente era un mapa estelar o un calendario lunar. Actualmente se encuentra en el Museo Nacional de Arqueología de La Valeta.
Las siguientes imágenes explican cómo se puede utilizar la tablilla celeste de Tal-Qadi para medir la latitud de la eclíptica de la luna o de los planetas que aparentemente siempre se mueven a lo largo del arco de la eclíptica:

## Historia completa
- Historia completa (enlace roto disponible en Internet Archive; véase el historial, la primera versión y la última). pág. 36-44.